# Micul pescar
Micul pescar (titlul original: în japoneză 母あちゃん海が知ってるよ, transliterat: Kachan umi ga shitteru yo) este un film dramatic japonez, realizat în 1961 de regizorul Buichi Saitō, după povestirea originală de Hisashi Yamanouchi, protagoniști fiind actorii Hiroyuki Ōta, Hiroshi Ishii, Jūkichi Uno, Yōko Minamida. 

## Distribuție
- Hiroyuki Ōta –
- Hiroshi Ishii –
- Jūkichi Uno –
- Yōko Minamida –
- Mitsuo Hamada –
- Kayo Matsuo –
- Arihiro Fujimura –
- Toyo Fukuda –
- Kotoe Hatsui –
- Michio Hino –
- Chōko Iida –
- Shingo Ishioka –
- Masako Izumi –
- Nobuo Kaneko –
- Kenji Kawai –
- Nobuo Kawakami –
- Ikuko Kimuro –
- Kazuo Kinugasa –
- Kyōko Natsu –
- Yumi Takano –
- Zenji Yamada –
- Fumio Ômachi –